# Mechowia grandiflora
Mechowia grandiflora är en amarantväxtart som beskrevs av Schinz. Mechowia grandiflora ingår i släktet Mechowia och familjen amarantväxter. Inga underarter finns listade i Catalogue of Life.